# Vladimiro Roca Antúnez
Vladimiro Roca Antúnez   (l'Havana, 21 de desembre de 1942 - l'Havana, 30 de juliol de 2023) fou un economista i polític socialdemòcrata cubà, opositor al règim de Fidel i Raúl Castro. Era fill de Blas Roca Calderio, un conegut fundador i dirigent del Partit Comunista de Cuba.
Va ser un dels fundadors en 1996 i president del Partit Socialdemòcrata de Cuba.

## Biografia
Vladimiro Roca neix a l'Havana, el 21 de desembre de 1942, d'una nombrosa família. Cursa els seus estudis primaris a l'escola pública No. 118, del barri La Víbora. De jovenet, treballà netejant passadissos i terrasses d'un edifici, i els vidres de les finestres d'un estudi fotogràfic. Després, en acabar els seus estudis secundaris va començar a treballar en el periòdic "Hoy" com a aprenent de caixista. En 1961, amb 18 anys, es troba entre el primer grup de jove elit seleccionada per entrenar-se com a pilots de combat a la Unió Soviètica. va servir durant deu anys a les Forces Armades Cubanes. En 1981 ingressa a l'Institut Superior de Relacions Internacionals "Raúl Roa", on en 1987 es gradua en la llicenciatura en Relacions Econòmiques Internacionals.

### Activitat política
Com el seu pare, dirigent del PSP després PCC, Vladimiro va creure en les idees socialistes i comunistes. Després de l'assalt a Montcada, molts militants del PSP (entre els quals estava el seu pare) van ser perseguits i empresonats. La casa de la família Roca va ser escorcollada diverses vegades cercant "material inadequat".
Amb l'esdeveniment de la Revolució Cubana, en 1959 va tenir moltes esperances. No obstant això, les va ser perdent, sobretot quan va ser aprovada la Constitució de 1976, que segons el, imposava "el socialisme per la força", mètode amb el qual estava en desacord.

### Oposició al govern deCastro
A partir de juny de 1990, Roca va començar a mostrar-se públicament com a opositor al règim castrista. Deia que "faria tot el que estigués al seu abast, per mitjans pacífics, i els més apegat possible a la legalitat, per canviar al sistema".
En 1992, quan treballava en un Ministeri, va ser acomiadat per ser opositor al govern.
L'any 1996, va ser un dels fundadors del Partit Socialdemòcrata de Cuba, d'ideologia socialdemòcrata, i que fins avui en dia no està reconegut pel govern de Cuba. L'any 1997 crea Grup de Treball de la Dissidència Interna per analitzar la Situació Socioeconòmica Cubana, al costat de l'economista Martha Beatriz Roque, l'advocat René Gómez Manzano i l'enginyer Félix Bonne Carcassés. Va ser el grup responsable de crear el document La Patria es de Todos, una anàlisi sobre el Cinquè Congrés del Partit Comunista Cubà d'aquest any, i on demanaven abandonar el sistema dictatorial, i que es respectin els drets humans a Cuba. També van demanar el boicot a les eleccions del sistema unipartidista de Cuba i que els inversors evitessin Cuba, donant diverses rodes de premsa per discutir els seus punts de vista. Un columnista de The Los Angeles Times va descriure el criticisme de Roca i Bonne amb un pes extra com "els únics dissidents negres coneguts a Cuba", afirmant que "Donada l'afirmació de Castro que la revolució ha acabat amb la discriminació racial, no pot deixar de permetre que els negres ben educats el desafiïn, ni tan suaument com ho han fetels quatre acusats."
Roca i els altres membres del grup van ser arrestats el 16 de juliol de 1997. Els quatre van ser detinguts durant dinou mesos i després van ser jutjats per sedició el març de 1999 en un judici d'un dia tancat a la premsa estrangera. Roca fou sentenciat a cinc anys de presó. Els acusats van ser coneguts com el "Grup dels Quatre". Els EUA, la UE, Canadà i la Santa Seu va demanar el seu alliberament. Amnistia Internacional va declarar als quatre presos de consciència "detinguts únicament per exercir pacíficament els seus drets a la llibertat d'expressió i associació", i va demanar el seu alliberament immediat.
Roque, Bonne i Gómez foren alliberats el maig de 2000, però a Roca se li van imposar dos anys més. El Comitè de Drets Humans de l'Acadèmia Nacional de Ciències dels Estats Units va especular que l'havien "destacat per un tracte particularment sever, ja que havia estat membre del Partit Comunista Cubà i el seu pare havia estat un dels seus membres fundadors".
Roca va entrar a la presó un ateu, però va ser batejat catòlic romà el 24 de setembre de 1999. Va acreditar la seva nova fe com ajuda a suportar l'empresonament. Va ser alliberat de la presó el 6 de maig 2002, 70 dies abans del compliment de la seva sentència de cinc anys. CNN va descriure l'alliberament anticipat com "aparentment un gest conciliatori" per Castro abans d'una visita de l'ex president estatunidenc Jimmy Carter. Roca va dir als periodistes, "Tinc intenció de continuar treballant com ho feia abans de ser arrestat ... continuar la lluita perquè crec que veuré un canvi a Cuba no gaire lluny." Roca es va trobar amb Carter una setmana després del seu alliberament.
En 2002 va ser guardonat amb el Premi al Coratge Civil, que reconeix "una ferma resistència al mal amb gran risc personal en comptes de valor militar."

## Darrer activisme
En març de 2003, Roca, Roque, i Elizardo Sanchez van pressionar a la Unió Europea per no signar un acord comercial amb Cuba. Roca va afirmar que "no creiem que un país amb un registre tan negre de drets humans s'hagi d'unir". Roca també va criticar l'aixecament de sancions contra Cuba a la UE en 2008, acusant al líders d'impulsar la mesura contra la voluntat popular.
En 2004 fou convidat pel PSOE a assistir al 36è Congrés d'aquest partit, amb el qual el PSC manté relacions fraternals.
Al maig de 2005, Roca i Roque van organitzar una reunió de 200 dissidents que, inusualment, no van ser interrompuda per la policia. Roque la va descriure com "la primera reunió d'aquest tipus en els 46 anys de govern comunista de Fidel Castro" i "un punt de partida" per a un debat posterior.
En febrer de 2010 va anar a Banes amb altres opositors al govern cubà per assistir a l'enterrament de l'opositor Orlando Zapata Tamayo, que va morir després de 85 dies en vaga de fam, demandant ser considerat com pres polític.